# 碧潼戰俘營
碧潼戰俘營位於朝鮮民主主義人民共和國平安北道碧潼郡，正式名稱為中國人民志願軍俘虜管理處，是1951年2月至1953年9月朝鮮戰爭期間，中國人民志願軍用以收容聯合國軍戰俘的一個戰俘營，是志願軍全部六個戰俘營中規模較大的一座。

## 運動會
1952年11月15日，志願軍從六個戰俘營的13107名戰俘中，選出500名戰俘，舉辦了戰俘營奧林匹克運動會。這場運動會由戰俘自己操辦，他們担任運動員、摄影师、播音员甚至记者的角色。最終運動會吸引了来自11个国家或地區的戰俘合共1254人次，參與包括美式足球、棒球、垒球、篮球、排球、田径、足球、游泳、跳水、体操和拳击等项目。